# Historia de una excursión de seis semanas
Historia de una excursión de seis semanas por una parte de Francia, Suiza, Alemania y Holanda; con cartas descriptivas de una navegación por el lago de Ginebra y los glaciares de Chamonix (History of a Six Weeks' Tour through a part of France, Switzerland, Germany, and Holland; with Letters Descriptive of a Sail Round the Lake of Geneva and of the Glaciers of Chamouni) es un libro de viajes escrito por los autores románticos Mary Shelley y Percy Bysshe Shelley. Publicado en 1817, describe dos viajes de Mary, Percy y la hermanastra de Mary, Claire Clairmont: uno a través de Europa en 1814, y otro por el lago de Ginebra en 1816. Dividido en tres secciones, el texto consiste de un diario, cuatro cartas, y el poema de Percy Shelley Mont Blanc. Excluyendo el poema, el texto fue principalmente escrito y organizado por Mary Shelley. En 1840 revisó el diario y las cartas, volviéndolos a publicar en una colección de las obras de Percy Shelley. 
Parte del nuevo género de la narrativa de viajes del Romanticismo, Historia de una excursión de seis semanas rebosa de espontaneidad y entusiasmo; los autores demuestran su deseo de desarrollar un sentido de gusto y distinguirse a sí mismos de los que los rodean. Los elementos románticos de la obra han parodiado la política radical de los lectores del siglo XIX. Sin embargo, las menciones políticas del texto, incluyendo las referencias positivas de la Revolución francesa y los elogios al filósofo de la Ilustración Jean-Jacques Rousseau, eran inusuales para un libro de viajes en aquella época, en particular en uno escrito principalmente por una mujer. 
Aunque no fue un éxito de ventas, Historia de una excursión de seis semanas tuvo críticas positivas. Al proponer escribir otro libro de viajes a su editor en 1843, Mary Shelley declaró que «mi excursión de seis semanas me trajo muchos cumplidos».

## Contexto biográfico

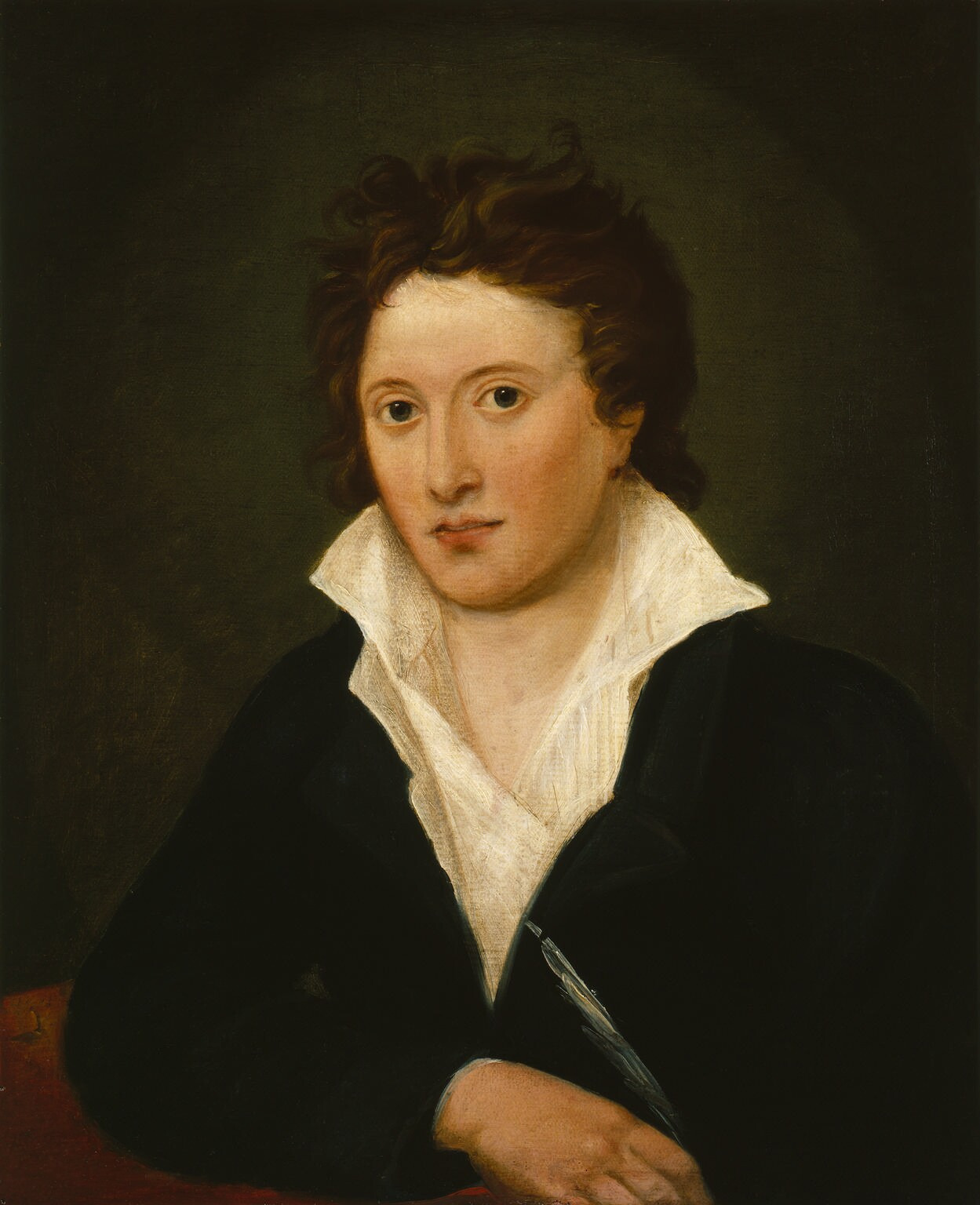
La principal influencia de Percy Bysshe Shelley para convertirse en un filósofo radical fue la obra de William Godwin Justicia política (Amelia Curran, 1819).

Mary Godwin y Percy Shelley se conocieron y se enamoraron en 1814. Percy Shelley inicialmente visitaba el hogar de Godwin porque estaba interesado en conocer a su principal influencia filosófica, el padre de Mary, William Godwin. Sin embargo, Mary y Percy pronto empezaron a verse secretamente, pese al hecho de que Percy estaba casado. Para desgracia de Mary, su padre desaprobó el romance extramatrimonial y frustró la relación. El 28 de julio de 1814, Mary y Percy escaparon a Francia, llevando con ellos a la hermanastra de Mary, Claire Clairmont.
El trío viajó por seis semanas, desde el 28 de julio al 13 de septiembre de 1814, a través de Francia, Suiza, Alemania, y los Países Bajos; sin embargo, se vieron obligados a regresar a Inglaterra debido a sus problemas financieros. La situación luego de su regreso estuvo llena de complicaciones: Mary estaba embarazada de un niño que fallecería pronto, ella y Percy no tenían dinero, y, para sorpresa de Mary, su padre se negaba a tener algo que ver con ella.
En mayo de 1816, Mary Godwin, Percy Shelley y su segundo hijo viajaron a Ginebra con Claire Clairmont. Pasaron el verano con el poeta romántico Lord Byron, pero, como Mary Shelley escribió sobre el año sin verano, «resultó ser un verano húmedo, cuya lluvia incesante nos obligó a encerrarnos durante días en la casa». El grupo pasó el tiempo escribiendo, navegando por el lago de Ginebra, y conversando durante las noches. Sentados alrededor de una fogata en la mansión de Byron, también se entretuvieron leyendo historias alemanas de terror, provocando que Byron sugiriese que cada uno escribiera un cuento sobrenatural. Mary Godwin comenzó a escribir lo que pensó que sería una historia corta, pero con el aliento de Percy Shelley, expandió el cuento a su primera novela, Frankenstein o el moderno Prometeo.
Mary, Percy y Claire regresaron a Inglaterra en septiembre, y el 30 de diciembre de 1816 Percy y Mary se casaron, dos semanas después del fallecimiento de la primera esposa de Percy, acabando con la discordia familiar. En marzo de 1817, los Shelley y Claire se mudaron a Marlow, Buckinghamshire. En Marlow hicieron varios amigos, trabajaron como escritores y discutieron sobre política. A principios del verano de 1817, Mary Shelley terminó Frankenstein, el cual fue publicado en forma anónima en enero de 1818. También comenzó a trabajar en Historia de una excursión de seis semanas, el cual fue publicado en noviembre de 1817.

## Composición y publicación

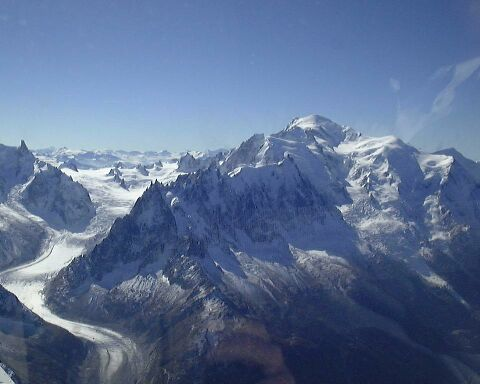
Mont Blanc y el glaciar Mer de Glace fueron puntos principales del viaje de los Shelley en 1816.

En el verano boreal de 1817, Mary Shelley comenzó a transformar el diario de la pareja de su viaje de 1814 en un libro. No está claro en qué punto decidió incluir las cartas del viaje de Ginebra de 1816 y el poema de Percy Shelley Mont Blanc, pero para el 28 de septiembre el diario y las cartas formaban parte de un mismo texto. A mediados de octubre, trabajó realizando copias para la prensa y corrigiendo y transcribiendo Frankenstein para su publicación, mientras que Percy trabajó en su poema The Revolt of Islam. Percy probablemente corrigió la sección del diario, mientras que Mary hizo lo propio con las cartas. Las primeras publicidades de la obra aparecieron el 30 de octubre en el Morning Chronicle y el 1 de noviembre en The Times, anunciando el lanzamiento para el 6 de noviembre. Sin embargo, el libro no fue publicado hasta el 12 o 13 de noviembre. Fue la primera obra publicada de Mary Shelley (Frankenstein no se publicó hasta enero de 1818).
Historia de una excursión de seis semanas comienza con un prólogo escrito por Percy Shelley, seguido por la sección del diario. Este consiste en entradas editadas del diario conjunto que llevaron Percy y Mary Shelley durante su viaje en 1814 al continente, específicamente desde el 28 de julio al 13 de septiembre. De las 8500 palabras de la sección, 1150 pertenecen a las entradas de Percy, copiadas literalmente o con cambios mínimos. Casi todos los pasajes que describen la supremacía fueron compuestos por él; los pasajes describen a Dios en la naturaleza, experiencias de terror y admiración, la transportación del alma y, particularmente, el sentimiento de verse abrumado por la majestuosidad de la naturaleza. Cuando Mary añadió sus párrafos, sin embargo, los revisó de manera significativa; según Jeanne Moskal, la editora de la versión definitiva más reciente del libro, «no copió prácticamente nada de la versión original». Incluso añadió partes del diario de Claire Clairmont.
La segunda sección del texto consiste en cuatro «Cartas escritas durante una residencia de tres meses en los alrededores de Ginebra, en el verano del año 1816». Las primeras dos cartas están firmadas con la letra «M» y las dos últimas, con la «S». Las primeras se le atribuyen a Mary Shelley, pero su origen no está claro. Como escribe Moskal, «la deducción obvia es que son versiones literarias de epístolas privadas perdidas, dirigidas a Fanny Godwin», la hermanastra de Mary Shelley que permaneció en Inglaterra y con la cual intercambió correspondencia durante el viaje. Sin embargo, Moskal también nota que hay un cuaderno perdido de Mary Shelley de exactamente esa época, del cual pudo haber provenido el material de las cartas: «Es muy posible que este cuaderno haya contenido el mismo tipo de entradas mixtas escritas por los Shelley que el primer sobreviviente (de julio de 1814 a mayo de 1815) y el segundo (de julio de 1816 a junio de 1819) cuaderno exhibido... Es más, la primera carta contiene cuatro pasajes cortos que son copias casi literales de la carta de P. B. Shelley del 15 de mayo a T. L. Peacock». La tercera y la cuarta carta son composiciones de la entrada de Mary Shelley del diario correspondiente al 21 de julio y una de las cartas de Percy Shelley a Peacock.
La tercera sección del texto consiste solo en el poema de Percy Mont Blanc; fue la primera y única publicación del poema durante su vida. Ha sido argumentado por Donald Reiman, historiador de Percy Shelley, que Historia de una excursión de seis semanas fue escrita para presentar Mont Blanc. Sin embargo, aquellos que ven la obra como un libro de viajes dicen que las descripciones de las escenas en los Alpes podían haber sido familiares para las audiencias de principios del siglo XVIII, por lo que no esperaban una poesía sobre las mismas.
En 1839, Historia de una excursión de seis semanas fue revisada y publicada como Diario de una excursión de seis semanas y Cartas desde Ginebra en Ensayos, cartas desde el extranjero, traducciones y fragmentos, por Percy Bysshe Shelley, editado por Mrs. Shelley (1840). Aunque estas obras no habían sido escritas por su esposo, Mary decidió incluirlas porque eran «parte de su vida», como le explicó a su amigo Leigh Hunt. Adjuntó sus iniciales a las obras para indicar su autoría. Como explica Moskal, «la unificación del volumen de 1817, como volumen, se disolvió» para dar paso a una biografía de Percy Shelley. Luego de que Percy Shelley pereció ahogado en 1822, su padre le prohibió a Mary Shelley escribir una biografía del poeta. Ella, por lo tanto, añadió notas biográficas significativas en las colecciones de sus obras. La versión de 1840 de Historia de una excursión de seis semanas tiene cuatro tipos principales de modificaciones según Moskal: «modernización y corrección de la ortografía, la puntuación y el francés, la distancia con la relación familiar con Claire Clairmont, una mayor sensibilidad a la identidad nacional y la presentación de los viajeros como un círculo de escritores, en lugar de lectores». Como resultado de estos cambios, fue incluida una mayor parte de los escritos de Percy Shelley en la versión de 1840 que en la de 1817. En 1845, Mary Shelley publicó una edición en un único volumen con cambios menores adicionales, basados en la versión de 1840.

## Descripción

La línea punteada y los puntos rojos indican ciudades visitadas en la excursión por Europa de 1814; la línea sólida y los puntos verdes indican las ciudades visitadas en el viaje de 1816 al lago de Ginebra.

Historia de una excursión de seis semanas consta de tres secciones principales: un diario, las cartas de Ginebra y el poema Mont Blanc. Comienza con un prólogo corto, el cual dice que «nada puede ser más liberal que este pequeño tomo», y aclara que la pareja en el libro está casada, aunque Mary y Percy no lo estaban en aquel momento.
El diario, el cual se encuentra escrito en la primera persona del singular y plural pero nunca identifica a sus narradores, describe el viaje de seis semanas en 1814 de Percy, Mary y Claire a través del continente. Está dividido por países: Francia, Suiza, Alemania y los Países Bajos. Luego de que el grupo llega a Calais y parte hacia París, deciden un plan: «Luego de hablar y rechazar varios planes, decidimos uno bastante excéntrico pero que, debido a su naturaleza, se ve muy agradable. En Inglaterra no hubiésemos podido cumplirlo sin soportar continuos insultos e impertinencias: los franceses son mucho más tolerantes con los antojos de sus vecinos. Resolvimos caminar a lo largo de Francia». Cada día entran a una nueva ciudad; pero incluso mientras viajan, pasan tiempo escribiendo y leyendo. El diario comenta sobre cada persona que conocen, sobre el campo y sobre los eventos que suceden y que cambian el ambiente. Algunas cosas que ven son hermosas y otras «desdichadas y horribles». Percy se tuerce el tobillo, lo cual se convierte en un problema cada vez mayor; el grupo se ve obligado a alquilar un carruaje. Luego, el trío llega a Lucerna, se ve casi sin dinero y decide regresar a su hogar. Regresan en bote navegando el río Rin, el modo más económico de viajar. Pese a los problemas con botes inseguros y aguas peligrosas, ven lugares hermosos antes de anclar en Inglaterra.
Las cuatro «Cartas de Ginebra» relatan el periodo entre mayo y julio de 1816, en el cual los Shelley visitan el lago de Ginebra, y cambia en su narrativa de la primera persona del singular al plural. Las primeras dos cartas, así como la cuarta, describen la supremacía del Mont Blanc, los Alpes, el lago de Ginebra y los glaciares cercanos a Chamonix:

El Mont Blanc estaba delante nuestro, pero estaba cubierto por nubes; su base, cubierta de huecos, podía verse por encima. Cúmulos de nieve intolerablemente brillante, parte de la cadena conectada al Mont Blanc, brillaba entre las nubes a intervalos en la altura. Nunca supe, nunca imaginé cómo eran las montañas hasta ese entonces. La inmensidad de aquella serie de cumbres despertó, cuando apareció repentinamente a la vista, un sentimiento de maravilla, salpicado por un poco de locura.

La tercera carta describe una excursión alrededor de Vevey y otros lugares asociados con el filósofo Jean-Jacques Rousseau: «Este viaje ha sido en todos sus aspectos encantador, pero especialmente porque conocí la divina belleza de la imaginación de Rousseau, como se exhibe en su obra Julie».
Mont Blanc compara el aspecto sublime de la montaña con la imaginación humana: 
El eterno universo de objetos 

Fluye por la mente, y balancea sus olas,  

Ahora oscuras—ahora resplandecientes—ahora reflejando la oscuridad...

Así, el barranco de Arve—oscuro, profundo barranco—

De varios colores, de varios sonidos.
Mientras hace hincapié en la habilidad de la imaginación humana para descubrir la verdad a través del estudio de la naturaleza, el poema también cuestiona la religión. Sin embargo, según el poema unos pocos gozan del privilegio de ver a la naturaleza como es realmente y revelar los secretos de su mundo.

## Género

Mary Shelley escribió que el viaje de 1814 fue «como actuar en una novela, personificando un romance». (Richard Rothwell, 1840).

Historia de una excursión de seis semanas es un libro de viajes, perteneciente a una tradición literaria que comenzó en el siglo XVII. A lo largo de los siglos XVI, XVII y XVIII, el viaje continental se consideraba educativo: los caballeros jóvenes y aristocráticos completaban sus estudios aprendiendo idiomas europeos en el extranjero y visitando tribunales de otros países. A principios del siglo XVII, sin embargo, el énfasis cambió desde el aprendizaje clásico a la experiencia empírica, tal como el conocimiento de topografía, historia, y cultura. Comenzaron a publicarse y a adquirir popularidad detallados libros de viajes, incluyendo obras personales, durante el siglo XVIII: más de mil obras individuales y libros de viajes fueron publicados entre 1660 y 1800. El empirismo que conducía la revolución científica propagó la literatura de viajes; por ejemplo, lady Mary Wortley Montagu incluyó información en sus cartas que obtuvo en Turquía con respecto a la inoculación de la viruela. En 1742, el crítico y ensayista Samuel Johnson recomendó que los viajeros realizasen un «estudio ético y moral del hombre y sus costumbres» además de un estudio científico de topografía y geografía.
A lo largo del siglo XVIII, el Grand Tour a través de Europa fue cada vez más popular; viajar hacia al continente para la clase alta británica no era sólo con un objetivo educativo, sino también nacionalista. Todos los caballeros aristocráticos realizaron viajes similares y visitaron los mismos sitios, a menudo deseando tener una apreciación de Gran Bretaña desde el extranjero. El Grand Tour fue catalogado como viaje educativo cuando implementó el intercambio de información científica con la clase intelectual, aprendiendo sobre otras culturas, y preparándose a uno mismo para llevar ventaja sobre el resto. Sin embargo, se consideró trivial cuando el turista simplemente adquiría curiosidades del lugar, una «mejora social superficial», y compraba fugaces relaciones sexuales. Durante las guerras napoleónicas, el continente se bloqueó para las visitas de los británicos y el Grand Tour comenzó a criticarse, particularmente por los radicales como William Godwin, quien despreciaba sus conexiones con la aristocracia. Los jóvenes escritores románticos lo criticaron debido a su carencia de espontaneidad; halagaron la novela de Madame de Staёl Corinne (1807), la cual describe al viaje adecuado como «inmediato, sensible, y por sobre todas las cosas, una experiencia emocionante».
Emergió una nueva forma de viajes —el viaje romántico- que se focalizó en el «gusto», en lugar de adquirir objetos, y en «experiencias emocionantes». Historia de una excursión de seis semanas resume este nuevo estilo de viajes. Es específicamente un libro de viajes debido a su entusiasmo y el deseo de los escritores de desarrollar el sentido del gusto. Los viajeros están abiertos a nuevas experiencias, cambiando su itinerario frecuentemente y usando cualquier vehículo que encontrasen. Por ejemplo, en un momento en el diario, Mary Shelley reflexiona:

El dinero que trajimos desde París estaba casi agotado, pero obtuvimos casi £38 en plata de uno de los banqueros de la ciudad, y con esto resolvimos viajar hacia el lago de Uri, y ver en aquel país romántico e interesante algunas casas en las que podríamos vivir en paz y soledad. Esos eran nuestros sueños, los cuales podríamos haber realizado, sino hubiese sido por la carencia del indispensable dinero, el cual nos obligó a regresar a Inglaterra.

No todo lo que encuentra es hermoso, sin embargo, y yuxtapone su desagrado por la clase obrera alemana con su gusto por los sirvientes franceses. Aunque es políticamente radical, Mary Shelley siente rechazo hacia los alemanes y, por lo tanto, los excluye. A diferencia de Claire Clairmont, quien no suele discriminar, Shelley se siente libre de juzgar las escenas que la rodean: escribe que Claire exclama «¡Oh! Qué hermoso es esto, podríamos vivir aquí» al ver cada escena nueva, y que cada una sobrepasa a la anterior, por lo cual añade, «Me alegro de que no nos hayamos quedado en Charenton, mejor vivamos aquí». Shelley también se compara a sí misma positivamente con los campesinos franceses que ignoran que Napoleón había sido depuesto. Como erudita, Angela Jones declara, «Shelley debe figurar como una forastera inglesa desinteresada, capaz de impartir un juicio imparcial»; este es uno de los valores de la Ilustración.
Sin embargo, como argumenta Jacqueline Labbe, Mary Shelley desafía las convenciones de la literatura de viajes del Romanticismo. Por ejemplo, la crítica escribió «ahora y en ese entonces, las menciones de Francia parten dulcemente de la boca de la autora», y como explica Labbe, el objetivo de esas frases era llevar al lector a imaginar a «una hermosa protagonista y su grupo pasando fácilmente de pueblo en pueblo». Sin embargo, las dos citas específicas de Francia en Historia de una excursión de seis semanas no se basan en esta imagen romántica. La primera describe el naufragio de un barco y el ahogamiento de sus ocupantes; la segunda es una advertencia de no viajar a pie por Francia, ya que el gobierno de Napoleón acaba de ser disuelto y las mujeres corren el riesgo de ser violadas.
Mientras que el género principal de Historia de una excursión de seis semanas es la literatura de viajes, sus secciones individuales pueden considerarse en forma separada. El primer viaje se relata como una entrada continua y sin fecha en un diario, mientras que el segundo viaje se narra de forma epistolar y lírica. Moskal está de acuerdo con Reiman en que el libro fue realizado para culminar en Mont Blanc y nota que fue acompañado usando una variedad tradicional de géneros: el diario, las cartas y el poema, una variedad que sugiere que antiguos escritos de Mary Shelley fueron reemplazados por los de Percy. Sin embargo, estas asociaciones tradicionales con el género se ven debilitadas por el reconocimiento implícito de Mary Shelley como autora principal, con su diario dándole el nombre a la obra y siendo sus contribuciones la mayor parte del texto.

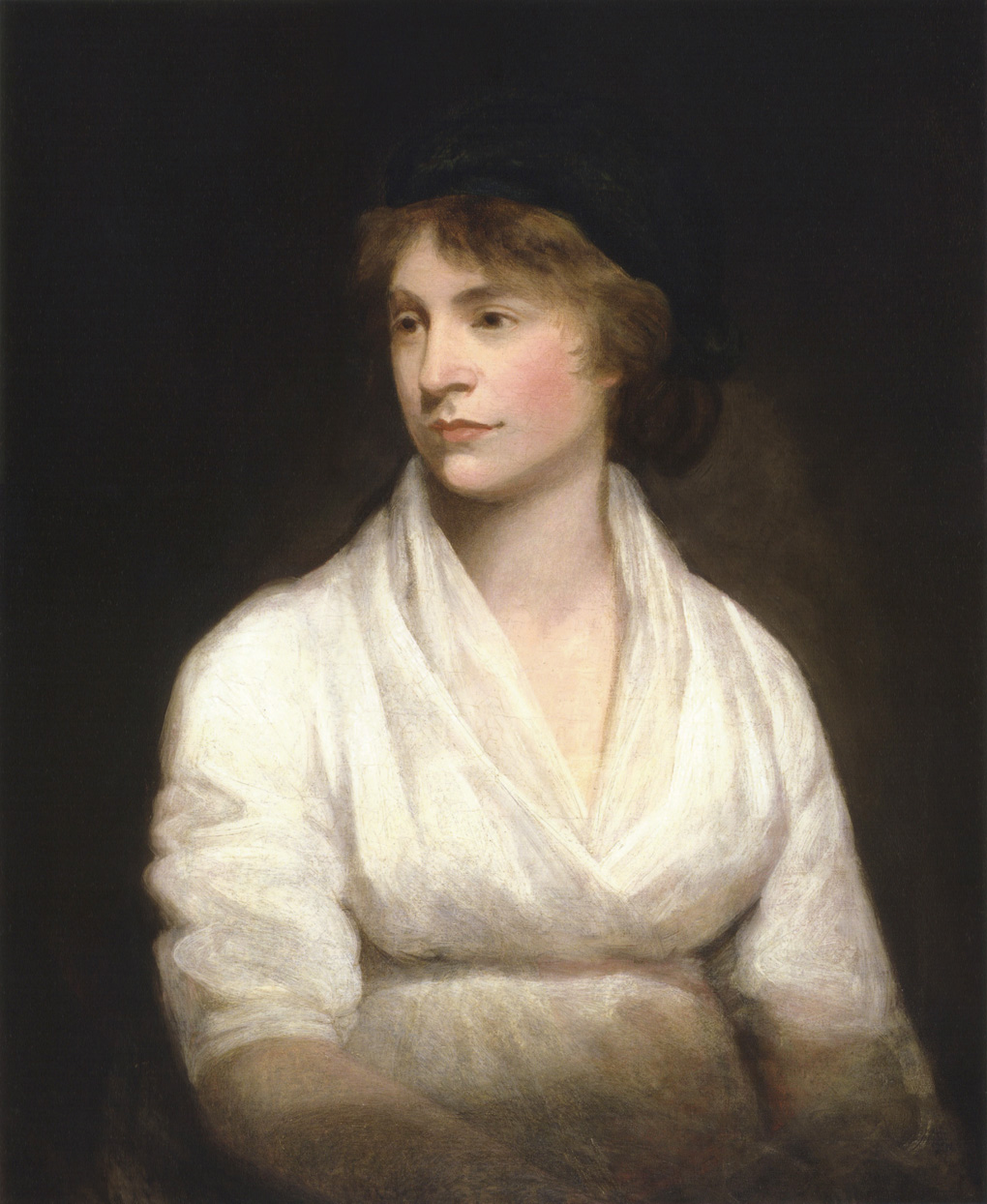
El grupo leyó la obra de Mary Wollstonecraft Cartas escritas en Suecia, Noruega y Dinamarca en su excursión de 1814, la cual más tarde influenció Historia de una excursión de seis semanas.

El diario también posee elementos de la tradición del Romanticismo gótico y medieval: «relatos de castillos en ruinas, valles encantados y vistas sublimes». En efecto, en «Los ingleses en Italia», Mary Shelley escribe del diario que «estaba actuando en una novela, personificando un romance». Sin embargo, estas descripciones románticas son a menudo ambiguas. En varias ocasiones, una misma oración contiene yuxtaposiciones entre el romance y la realidad: «Muchos pueblos, devastados por la guerra, son también los más relacionados con el Romanticismo». También referencia a Don Quijote de la Mancha, pero éste era «célebre por sus desilusiones románticas», como señala Labbe. Las alusiones de Mary Shelley a Don Quijote, de Miguel de Cervantes, no sólo ubica el texto en la tradición romántica, sino que también señala su radicalismo ante la vista de los lectores contemporáneos. Durante la década de 1790, el padre de Mary Shelley, William Godwin, había conectado su apoyo a la Revolución francesa con su tradición romántica, basándose específicamente en Don Quijote por lo que cualquier alusión a la novela significaría un apoyo a su radicalismo para los lectores. También sugeriría el apoyo a las reformas en España, la cual se estaba rebelando contra Napoleón. El comienzo del diario se basa en los temas comunes del Romanticismo, pero este estilo desaparece cuando los viajeros quedan sin dinero. Sin embargo, el estilo vuelve brevemente durante el viaje por el río Rin. Como argumenta Labbe, «mientras [Shelley] parece intercalar su narrativa con el romance, tal vez, para ganar la aprobación del público, también expone la falsedad».
Una de las principales influencias de Historia de una excursión de seis semanas fue Cartas escritas en Suecia, Noruega y Dinamarca (1796), escrito por la madre de Mary Shelley, Mary Wollstonecraft. Un libro de viajes que se refleja en la topografía, la política, la sociedad y los sentimientos personales de la autora, proveyó un modelo para la obra de Mary Shelley. Como su madre, Mary Shelley reveló su liberalismo discutiendo sobre política; sin embargo, esta temática era inusual para los libros de viajes de la época y era considerado inapropiado para las escritoras mujeres. Como las Cartas, de Wollstonecraft, Historia de una excursión de seis semanas borra la línea entre las esferas públicas y privadas utilizando material personal, como el diario y las cartas, permitiéndole a Mary Shelley presentar opiniones políticas mediante anécdotas personales y describiendo paisajes.

## Temáticas

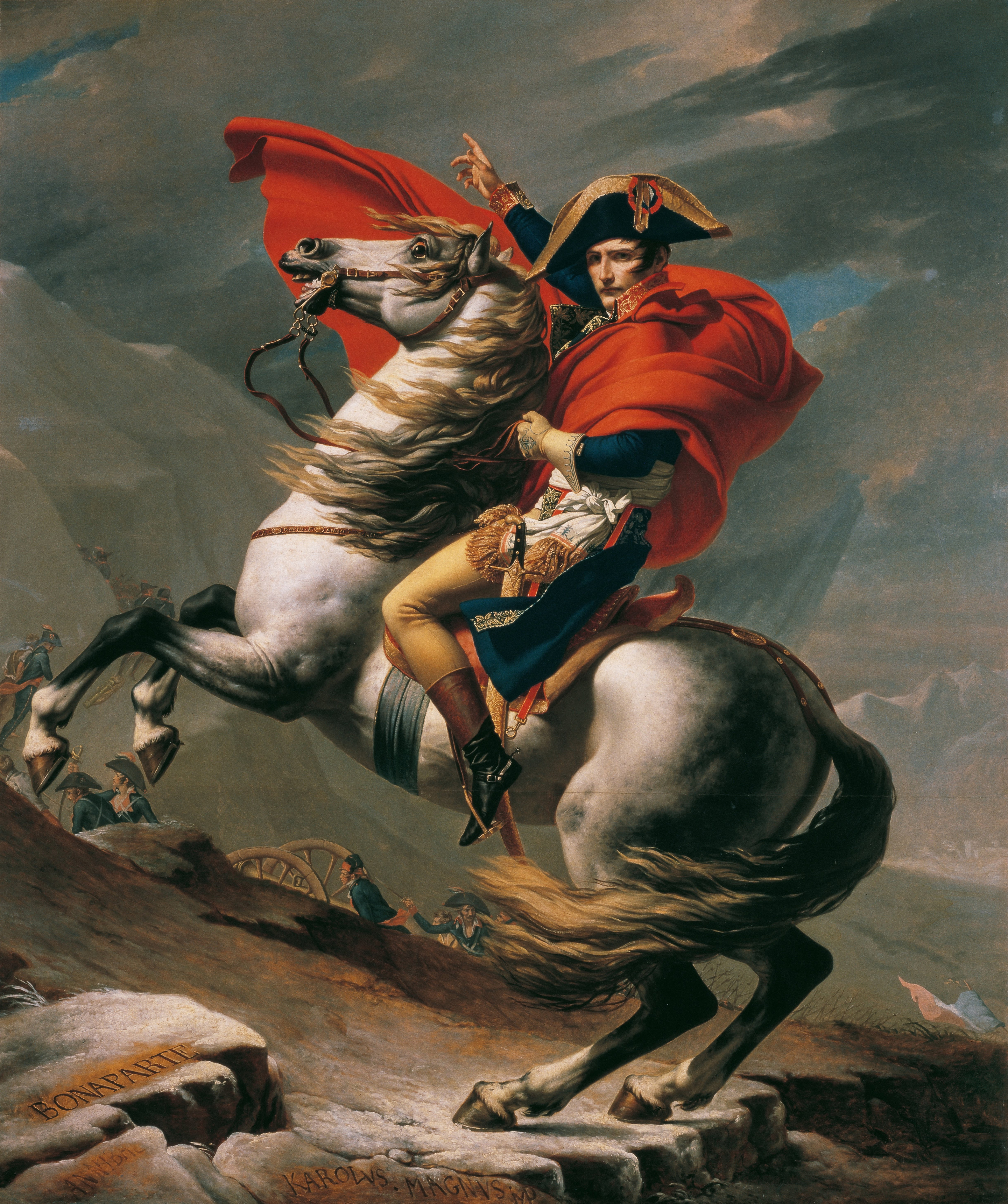
Napoleón cruzando los Alpes por Jacques-Louis David (1801–05)

Historia de una excursión de seis semanas es parte de una reacción liberal a la historia reciente: su trayectoria comienza con un estudio de la devastación de las guerras napoleónicas y termina celebrando la supremacía de la naturaleza. La obra El preludio, escrita por William Wordsworth en 1850, y el tercer canto de Byron Las peregrinaciones de Childe Harold tienen un estilo similar. Como explica Moskal, «la naturaleza se ve como la imagen de la supremacía, antes personificada por Napoleón, que volvería a emerger en política». El libro es, por lo tanto, no solo una declaración política liberal, sino también una celebración de la naturaleza propia del Romanticismo.
El diario empieza, como describe Moskal, con «una visión del poder político destrozado de Napoleón». Éste había sido exiliado a Elba pocos meses antes de que los Shelley llegasen a Europa. Analizando la devastación causada por las guerras napoleónicas, Mary Shelley pensó en cómo se las ingeniarían los ingleses para gobernar París mientras sufrían la ruina llevada a la pequeña ciudad francesa de Nogent por los cosacos. Entre los dos viajes relatados en el texto, Napoleón regresó al poder en los denominados Cien Días y fue vencido en la batalla de Waterloo en 1815. Las cuatro cartas desde Ginebra reflejan este evento. Como explica Moskal, «los Shelley se focalizan en las formas de supremacía y poder que permanecen más que Napoleón: el genio literario de Rousseau y la supremacía natural del lago de Ginebra y del Mont Blanc». Ambos Shelley usan sus escritos en Historia de una excursión de seis semanas para evaluar y valorar la Revolución francesa, convirtiendo a la obra en un libro de viajes altamente político. En la segunda carta, Mary Shelley escribe:

Aquí se erige un pequeño obelisco por la gloria de Rousseau, y aquí (así es la mutabilidad de la vida humana) los magistrados, los sucesores de aquellos que lo exiliaron de su país natal, fueron asesinados por la gente durante aquella revolución, cuyos escritos ayudaron a hacerla madurar, y además, pese a que el derramamiento de sangre temporario y la injusticia con aquellos los contaminaron, ha traído numerosos beneficios a la humanidad.

Mary Shelley también incluye retratos positivos de la nación francesa. Como explica la historiadora Betty Bennett, «señalados políticamente, estos dichos ponen de relieve el enlace entre el ejército británico derrotado en 1814 y el espíritu pre-napoleónico de la Revolución de 1789, un espíritu que los Shelley querían reactivar».
Las vidas de las personas interesaban a Mary Shelley por lo que las narró en el diario, pero también incluyó una gran cantidad de los sentimientos propios de los viajeros, queriendo lograr una empatía con los lectores. Por ejemplo, escribió de la ciudad francesa Nogent:

Nada podría ser más ruin que lo que hicieron aquellos bárbaros conforme avanzaban; tal vez recordaban Moscú y la destrucción de las ciudades rusas; pero ahora estábamos en Francia, y el sufrimiento de los habitantes, cuyas casas habían sido incendiadas, su ganado asesinado, y su riqueza destruida, incrementó mi sentimiento de odio hacia la guerra, el cual no lo puede sentir quien no ha viajado por un país saqueado por esta plaga, la cual, en su esplendor, hace que el hombre destruya a su igual.

## Recepción

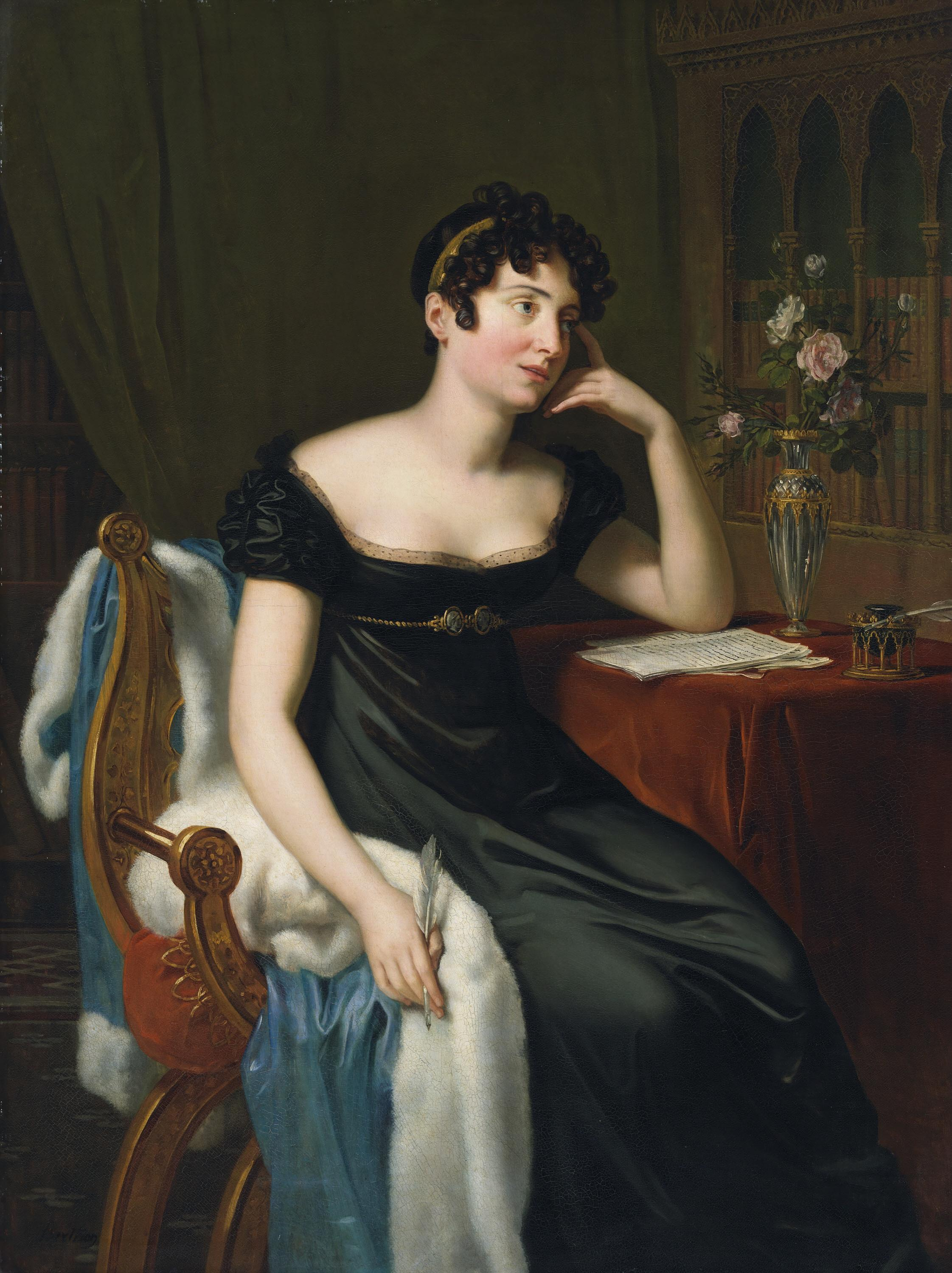
Blackwood's favorecieron a Mary Shelley, aparentemente sin advertir el liberalismo presente en sus escritos.

Historia de una excursión de seis semanas recibió tres críticas importantes, la mayor parte de ellas favorable. Sin embargo, el libro no fue un éxito de ventas. Percy Shelley se enteró en abril o mayo de 1820 de que no obtenía beneficios al pagarle al impresor, y cuando Charles Ollier, el coeditor, cayó en bancarrota en 1823, su inventario incluyó noventa y dos copias del libro. Pese a esto, Mary Shelley opinó que la obra había sido exitosa, y cuando le propuso publicar otro libro de viajes, Caminatas en Alemania e Italia, al editor Edward Moxon en 1843, escribió que «mi excursión de seis semanas me trajo muchos cumplidos». Sus comentarios, sin embargo, podrían haber sido dichos para impulsarlo a aceptar la propuesta.
La primera crítica de Historia de una excursión de seis semanas fue publicada por The Eclectic Review en mayo de 1818, la cual criticó el libro junto a un relato de Thomas Hookham de su excursión por Suiza, titulado Una caminata por Suiza en septiembre de 1816. Aunque ambas obras comparten la misma fascinación con Rousseau y sus ideas liberales, solo se atacó a Hookham; como explica el historiador Benjamin Colbert, «Shelley tiende a permanecer en un territorio neutral», tal como el culto de la sensibilidad y la novela Julie. Sin embargo, el crítico cuestiona la autenticidad de la obra: «Para nosotros, el valor del libro disminuye considerablemente por una fuerte sospecha de que los personajes son ficticios, y que las pocas aventuras que fueron incluidas con el propósito de darle vida e interés a la narración son fruto de la mera inventiva de los autores». Identifica pasajes que le recuerdan a libros de viajes similares escritos por Patrick Brydone, Ann Radcliffe y John Carr, hallando en forma precisa la tradición genérica en la que los Shelley basaban sus escritos.
La segunda crítica, más favorable, fue publicada por la revista Blackwood's de Edimburgo en julio de 1818. El crítico se impresionó principalmente por la sección del diario, particularmente por su informalidad: «La lectura cuidadosa de la sección produce el mismo efecto que una caminata después del desayuno, en compañía con un amigo que odia las historias largas». Comparando la obra con la de la intelectual lady Morgan France (1817), el crítico encontró mucho más favorable a la autora de Historia de una excursión de seis semanas: «La escritora de este pequeño tomo también es una mujer, y escribe como una, con facilidad, elegancia y vivacidad. Por sobre todo, hay algo realmente agradable en el color de sus acciones; son del blanco más puro, y mucho más favorecedoras que el azul más brillante». El periódico Monthly Review publicó una crítica corta de enero de 1819; describieron el primer viaje como «apurado» pero el segundo fue más halagado.
Durante la mayor parte de los siglos XIX y XX, Mary Shelley fue principalmente reconocida por ser la autora de Frankenstein y la esposa del famoso poeta romántico Percy Bysshe Shelley. No fue hasta la década de 1970, con el aumento de la literatura feminista, cuando los historiadores comenzaron a prestarle atención a sus otras obras. En efecto, con excepción de Frankenstein y El último hombre, hasta la década de 1990 casi todos los libros de Mary Shelley habían dejado de imprimirse o solo estaban disponibles en ediciones especiales y de altos precios. No fue hasta la publicación de su biografía por Mary Poovey y Anne Mellor en los años 1980 cuando las «otras» obras de Mary Shelley (sus historias cortas, ensayos, críticas, obras de teatro, biografías, libros de viajes y otras novelas) comenzaron a ser reconocidas como logros literarios.